# Balibo (Verwaltungsamt)
| \| \| |
|       |

|  |

Balibo (Balibó) ist ein osttimoresisches Verwaltungsamt (portugiesisch Posto Administrativo) in der Gemeinde Bobonaro. Verwaltungssitz ist Balibo (Balibo Vila).
„Baliboo“ ist das Tetum-Wort für „Reiher“.

## Geographie

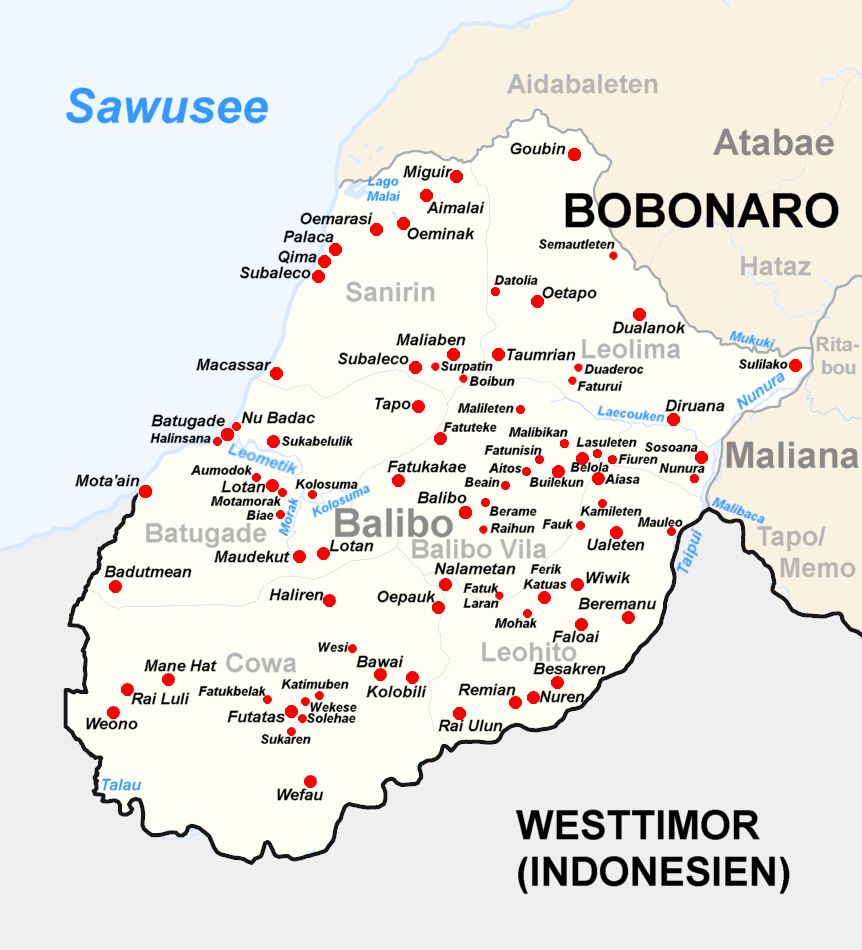
Das Verwaltungsamt Balibo mit seinen Sucos (Grenzen bis 2015)

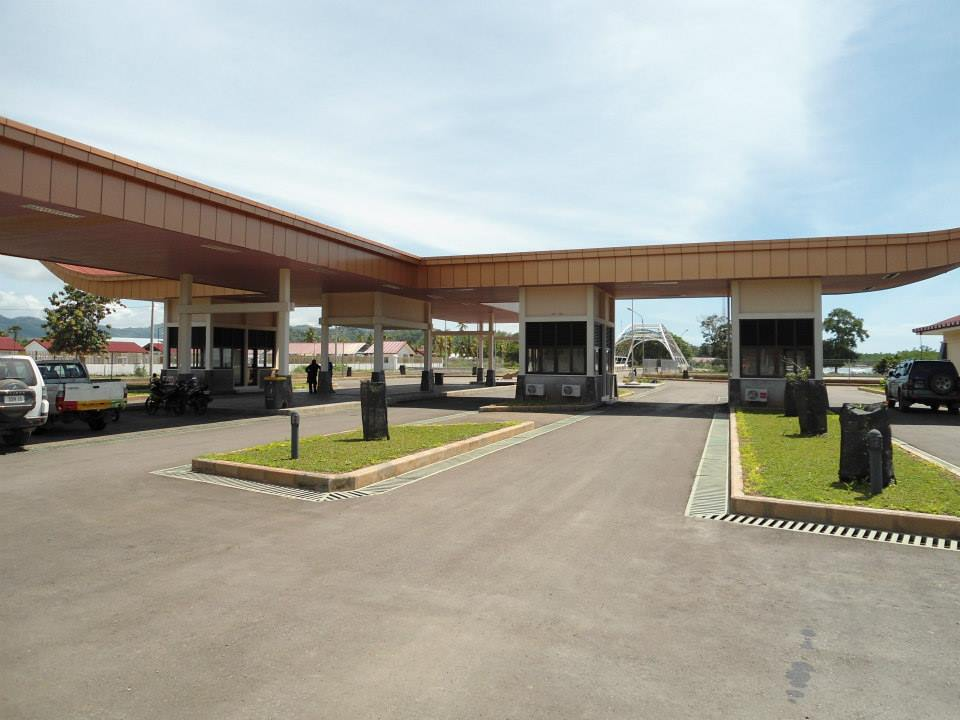
Grenzposten bei Mota’ain

Bis 2014 wurden die Verwaltungsämter noch als Subdistrikte bezeichnet.
Balibo liegt im Westen der Gemeinde Bobonaro an der Sawusee. Im Nordosten grenzt es an das Verwaltungsamt Atabae und im Westen befindet sich jenseits des Flusses Nunura das Verwaltungsamt Maliana. Im Süden wird Balibo vom indonesischen Westtimor umschlossen. Einen Großteil der internationalen Grenze bildet der Fluss Talau, der schließlich in den Nunura mündet. Im Westen fließt ein kleiner Grenzfluss beim Grenzübergang Mota’ain. Die Flüsse Morak und Kolosuma entspringen in Balibo und bilden zusammen den Leometik, der im Westen in die Sawusee mündet.  Der Laecouken und der Mukuki fließen nach Osten in den Nunura. Der Acodato (im Oberlauf Webanahi) folgt bis zu seiner Mündung in die Sawusee einem Teil der Grenze zu Indonesien Im Westen.
Das Verwaltungsamt hat eine Fläche von 295,97 km². und teilt sich in die sechs Sucos Balibo Vila, Batugade, Cowa (Cová, Kowa), Leohito (Leohitu), Leolima und Sanirin (Sanir, Saniry). Der Suco Balibo Vila (Balibo Dorf) liegt im Zentrum des Verwaltungsamts mit dem Hauptort Balibo in der Mitte. die anderen Sucos des Verwaltungsamtes umschließen Balibo Vila vollständig. Östlich liegt Leohito, südlich Cowa, westlich Batugade und Sanirin und nördlich Leolima.
Der Lago Malai (Be Malae) ist der größte See des Verwaltungsamtes und liegt im Nordwesten an der Grenze zum Verwaltungsamt Atabae. Die Important Bird Area Be Malae-Aabae ist ein für Ornithologen interessantes Gebiet von 3.000 ha mit Wald und Feuchtgebieten.

Klimadaten
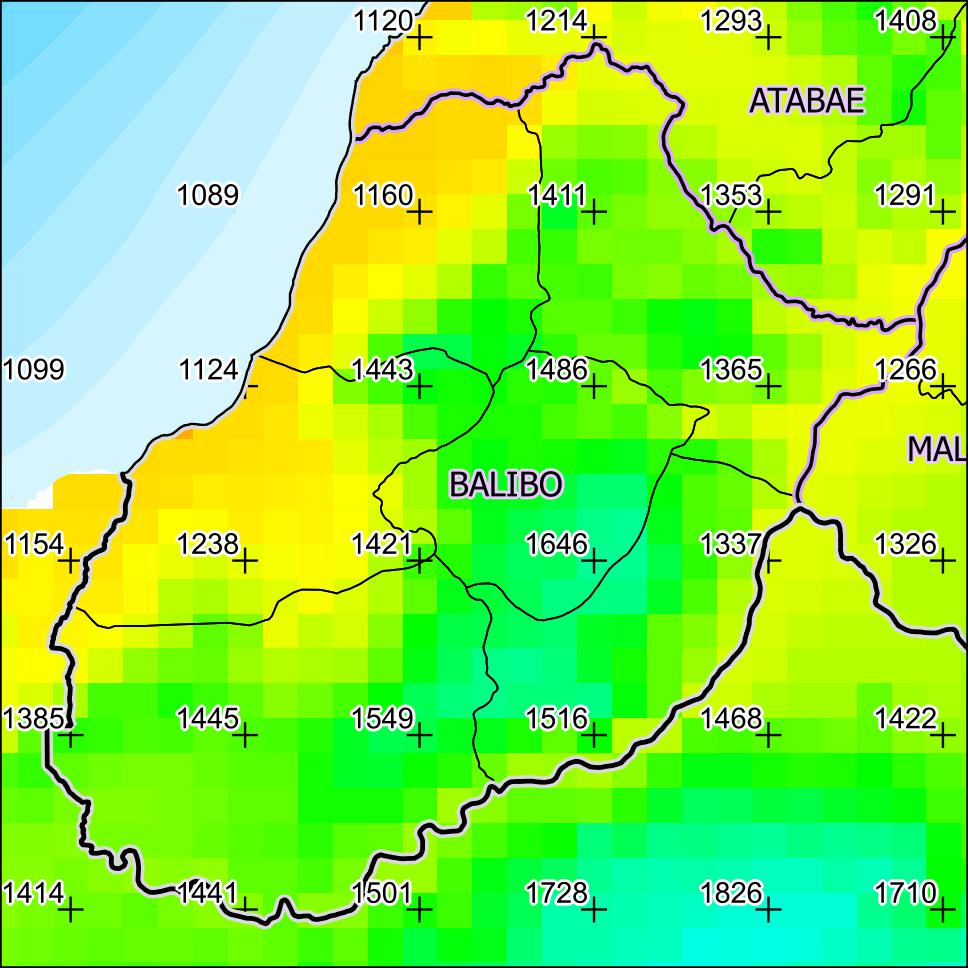
Jährliche Niederschlagsmenge (2000)
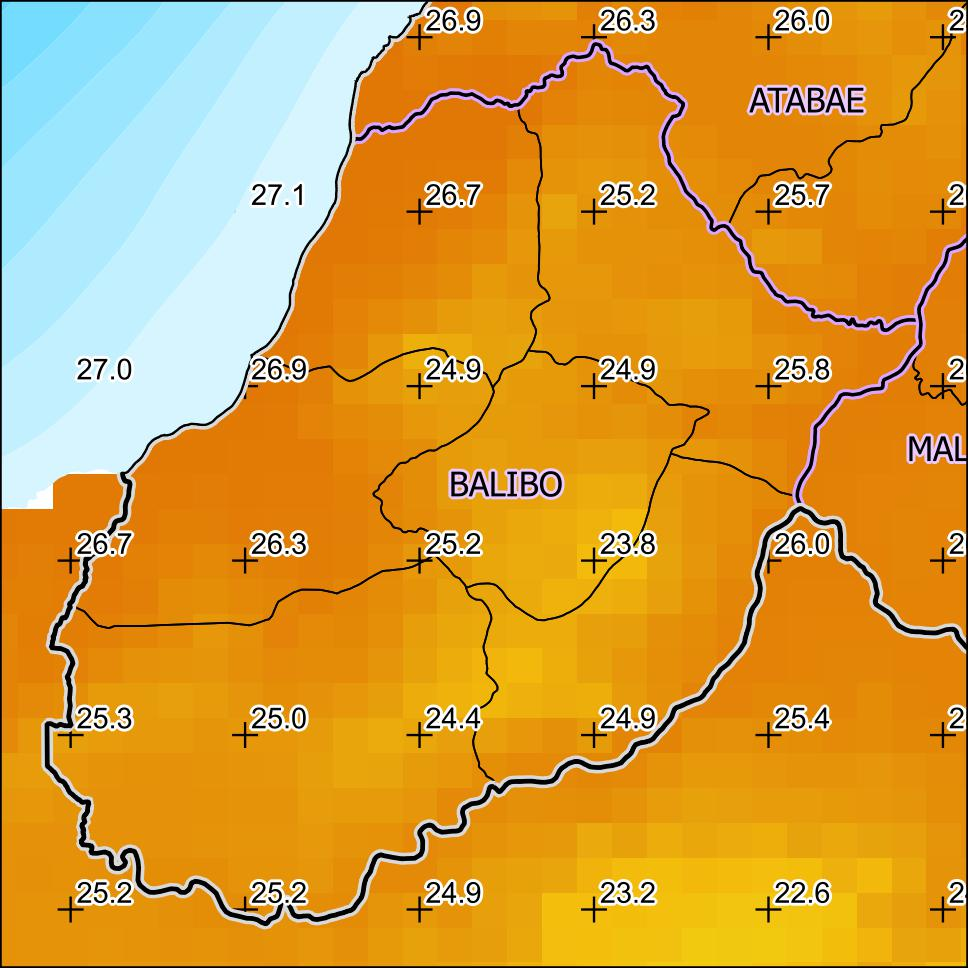
Jahresdurchschnitts-temperatur (2000)

## Einwohner

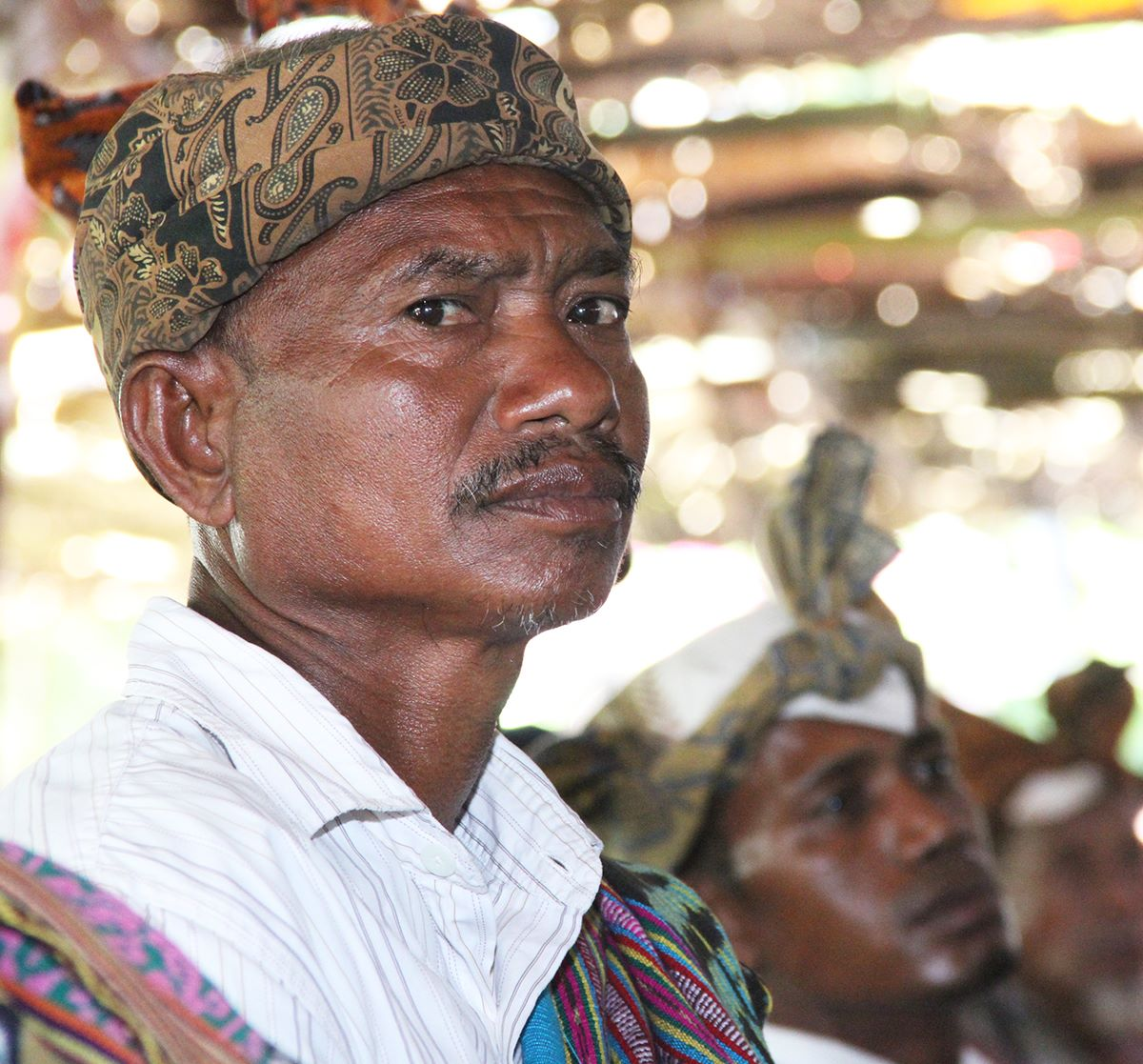
Mann aus Sanirin (2016)

In Balibo leben 17.619 Einwohner (2022), davon sind 9.005 Männer und 8.614 Frauen. Im Verwaltungsamt gibt es 3.999 Haushalte. Der Altersdurchschnitt beträgt 19,9 Jahre (2010, 2004: 20,0 Jahre). Die größte Sprachgruppe bilden die Sprecher der Nationalsprache Kemak. In Cowa spricht man mehrheitlich Tetum Terik, während man in Batugade mehr Tetum Prasa als Tetum Terik spricht. In Balibo liegt Kemak auf Platz eins, gefolgt von Tetum Prasa und Minderheiten von Bekais und Tetum Terik. 75 % der Bewohner von Leohito sprechen Bekais. In Leolima und Sanirin sprechen fast alle Einwohner Kemak. Außerdem gibt es eine kleine Minderheit von Bunak-Sprechern. Als Zweitsprache ist die Amtssprache Tetum weit verbreitet. Bahasa Indonesia wurde während der Besatzungszeit verwendet, die Älteren sprechen noch Portugiesisch. Dieses wird auch in den Schulen unterrichtet.

## Geschichte

### Kolonialzeit

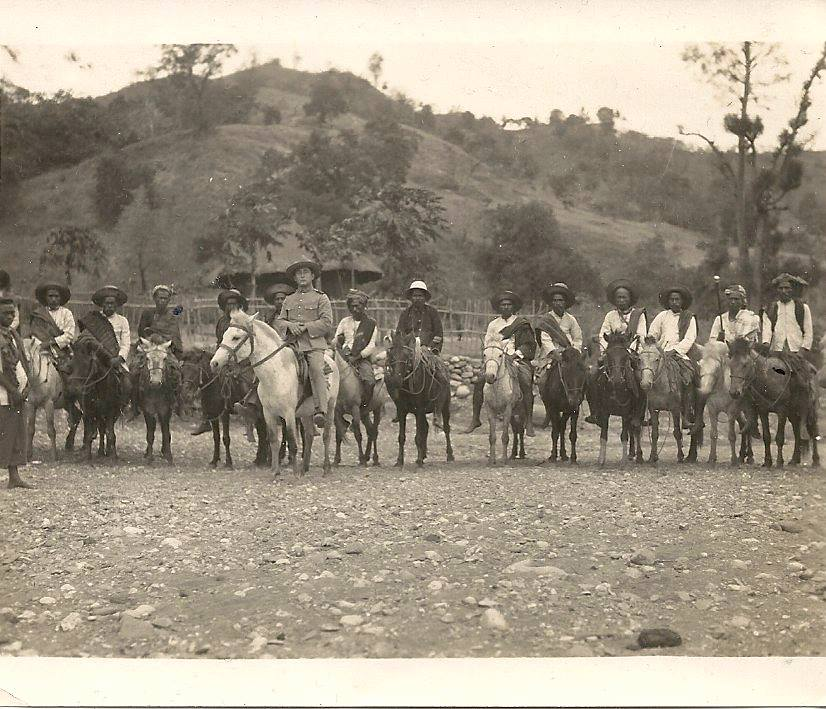
António Macedo, der Kommandant von Balibo mit einer einheimischen Reitertruppe in Balibo zwischen 1929 und 1939

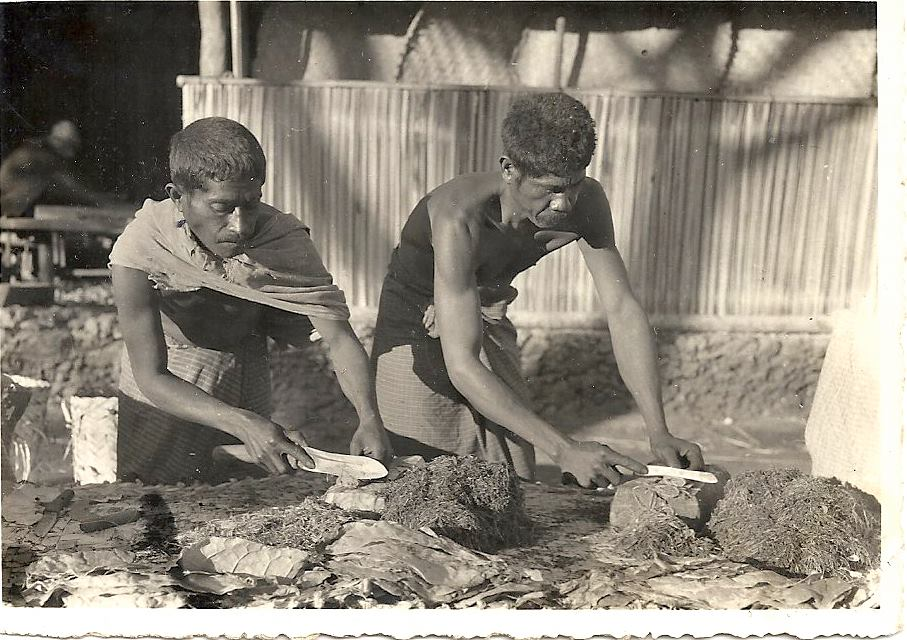
Tabakproduktion in den 1930ern

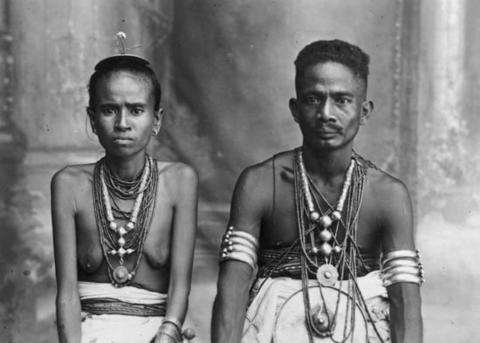
„Ein Ehepaar der Gruppe der Kemak aus Balibo (Fronteira)“, Álbum Fontoura, vor 1940

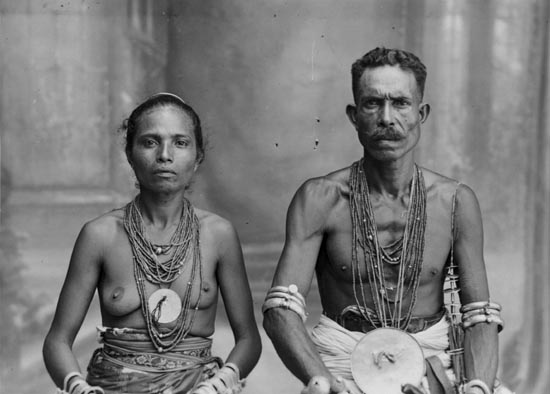
„Ein Ehepaar der Gruppe der Bekais aus Balibo (Fronteira)“, Álbum Fontoura, vor 1940

Balibo, Cowa und Sanirin waren früher traditionelle Reiche Timors, die von Liurais regiert wurden. Sie erscheinen auf einer Liste von Afonso de Castro, einem ehemaligen Gouverneur von Portugiesisch-Timor, der im Jahre 1868 47 Reiche aufführte. In Balibo wurde im 17. Jahrhundert von den Portugiesen eine Festung gebaut. Eine zweite, kleinere Festung aus dem Jahr 1655 steht in Batugade, das zum Reich von Cowa gehörte. Das Reich Cowas reichte von der Nordküste bis in das Gebiet des niederländischen Westtimors. Das Fort von Batugade diente im 20. Jahrhundert als Kolonialgefängnis, während die Festung in Balibo weiterhin ein Militärposten und Verwaltungssitz war.
1865 vereinigte sich Balibo mit dem Tetum-Reich von Cowa im Kampf gegen die Portugiesen. Der Umstand, dass Cowa auch von Herrschern aus dem niederländisch dominierten Westteil der Insel unterstützt wurde, beunruhigte die Portugiesen zusätzlich. Portugal reagierte mit dem Beschuss der Küste durch die Dampfschiff-Korvette Sa de Bandeira. 1868 entsandten die Portugiesen eine Streitmacht nach Sanirin, dessen Liurai sich weigerte Steuern zu Zahlen. Die Kemak von Sanirin waren offiziell Balibo tributpflichtig. Ebenfalls 1868 begann von Batugade aus eine Offensive gegen Cowa und Balibo. 1871 kapitulierte die Königin von Balibo, Dona Maria Michaelia Doutel da Costa. Sie traf, wie vereinbart, am 29. Mai in Batugade mit Gouverneur João Clímaco de Carvalho zusammen. Die Königin von Cowa, Dona Maria Pires, kam nicht. Daher unterzeichnete Dona Maria am 1. Juni allein die ihr vorgelegten Vereinbarungen, die eine Unterwerfung Balibos als Vasallen Portugals bedeuteten. Cowa erkannte erst 1881 die Vorherrschaft Portugals an. Maria Michaelia Doutel da Costa durfte an der Macht bleiben, ihr Sohn wurde aber als Geisel nach Dili gebracht. Portugal stellte damit sicher, dass man in Balibo mit dem illegalen Handel mit der niederländischen Seite einstellt und den jährlichen Tribut bezahlt.
Ab 1894 unterstützte Sanirin, zusammen mit anderen Reichen im Westen von Portugiesisch-Timor, Obulo und Marobo im Aufstand gegen die Portugiesen. Im September 1895 konnten die Timoresen die Streitmacht von Hauptmann Eduardo da Câmara vernichten. Auch alle europäischen Offiziere kamen ums Leben, Câmara wurde enthauptet. Gouverneur José Celestino da Silva entsandte daraufhin eine Strafexpedition, die nacheinander die Reiche der Rebellen heimsuchte und dem Erdboden gleichmachte. Leutnant Francisco Duarte und Hauptmann Francisco Elvaim kommandierten die Streitmacht mit fast 6.000 Mann, inklusive 40 Portugiesen. Am Nachmittag des 13. August 1896 erreichten sie von den Bergen aus das zu Sanirin gehörende, befestigte Dorf Dato-Lato (anderer Quelle nach Dato-Tolo), mit Trommelwirbel und Kriegsgeschrei. Die Portugiesen vermuteten hier den flüchtigen Liurai von Cotubaba, der aber bereits weiter gezogen war. Da man den Beteuerungen der Bewohner nicht glaubte, wurde das Dorf am Abend des 17. August trotz hartnäckigen Widerstands vollständig vernichtet. Einigen Einwohnern gelang die Flucht, indem sie ihre Wasserbüffel auf die Angreifer losließen. Die Plünderungen und das Morden in Dato-Lato und den benachbarten Dörfern dauerte die ganze Nacht. In den folgenden Tagen wurden auch andere Teile Sanirins verheert. Duarte zählte allein 104 Köpfe, die von den timoresischen Hilfstruppen den Opfern abgeschlagen wurden, darunter auch von Brau Sacca, dem „Mörder“ von Hauptmann Câmara. Das Grauen war so groß, dass die mit Portugal verbündeten Herrscher von Atsabe und Deribate ihre Krieger abzogen. Gegen Deribate führten die Portugiesen daher später ebenfalls eine Strafexpedition, die weitere hunderte Tote forderte. Gouverneur Celestino da Silva erklärte das Reich von Sanirin für aufgelöst und stellte es unter die Herrschaft von Balibo.
Anfang 1961 versuchte das linksgerichtete Kampfbüro zur Befreiung Timors (Bureau de Luta pela Libertação de Timor) einen Aufstand gegen die portugiesische Kolonialmacht. Am 9. April riefen sie in Batugade eine Republik aus. Die Portugiesen schlugen den Aufstand jedoch schnell nieder und die Rebellen flohen nach Indonesien.
Herrscher von Balibo
- Dom Lourenço (1703)
- Dom Caethano da Costa (1731)
- Ban Biti (1764)
- Dom João da Costa (1765)
- Dom José de Melo (etwa 1769)
- Dom Vicente da Costa (1815)
- Ute Kaptan (1832)
- Dom Francies da Costa (1854)
- Dona Maria Michaelia Doutel da Costa (1871 bis nach 1879)
- Samara Maubile (1899)
- Raul dos Santos (1952)
- Mendes (bis 1999)

### Indonesische Besatzung

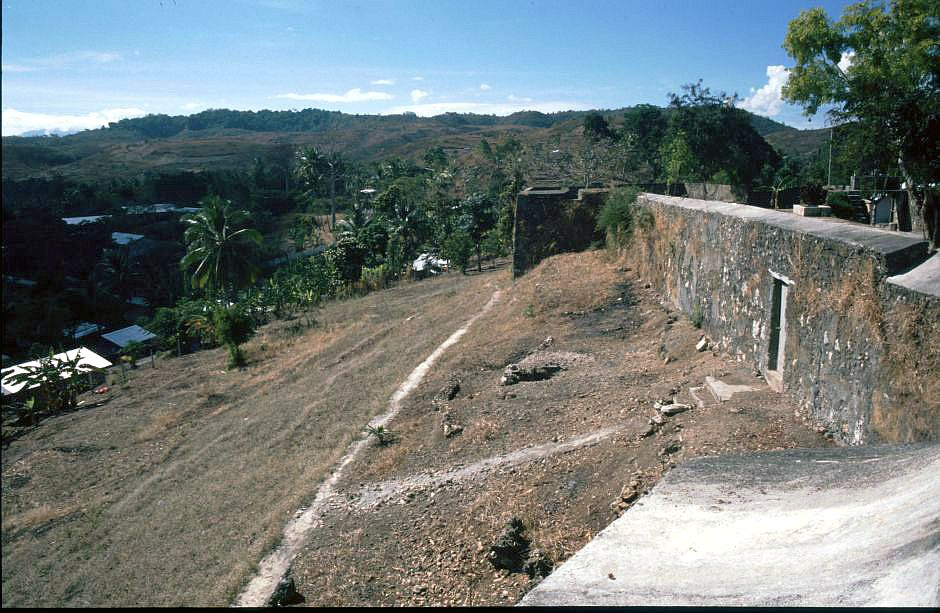
Fort von Balibo

Anfang Oktober 1975 begann Indonesien in der Operation Flamboyan mit der Besetzung der Grenzgebiete von Portugiesisch-Timor. Am 16. Oktober fiel der Ort Balibo Vila nach mehreren Gefechten. Dabei wurden fünf ausländische Fernsehjournalisten, die sogenannten Balibo Five, durch indonesische Soldaten ermordet. Man wollte Zeugen der Infiltration beseitigen.
Bei den Gewaltwelle im Umfeld des Unabhängigkeitsreferendum in Osttimor 1999 wurden, nach Schätzungen von Human Rights Watch, etwa 70 % von Balibo Vila durch pro-indonesische Milizen zerstört.

### Balibo nach der Besatzung

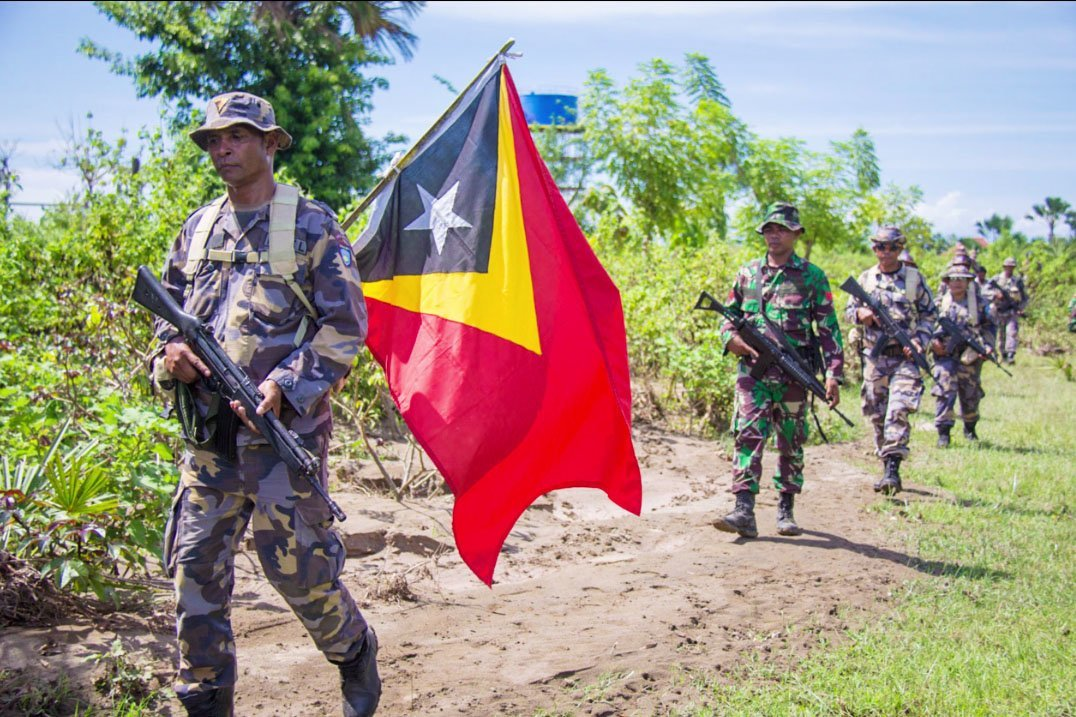
Beamte der Grenzpolizei auf Patrouille bei Cowa

Während der INTERFET-Mission (International Force for East Timor) wurde die Festung nach dem indonesischen Abzug 1999 von 1000 Mann der UN-Truppen als Stützpunkt benutzt. Im selben Jahr gab Kylie Minogue im Rahmen ihrer Tour of Duty series of concerts hier ein Konzert für die UN-Angehörigen.
Balibo war einer der Subdistrikte Osttimors, in denen es im November 2007 aufgrund von Unwettern zu einer extremen Nahrungsmittelknappheit kam.

## Politik

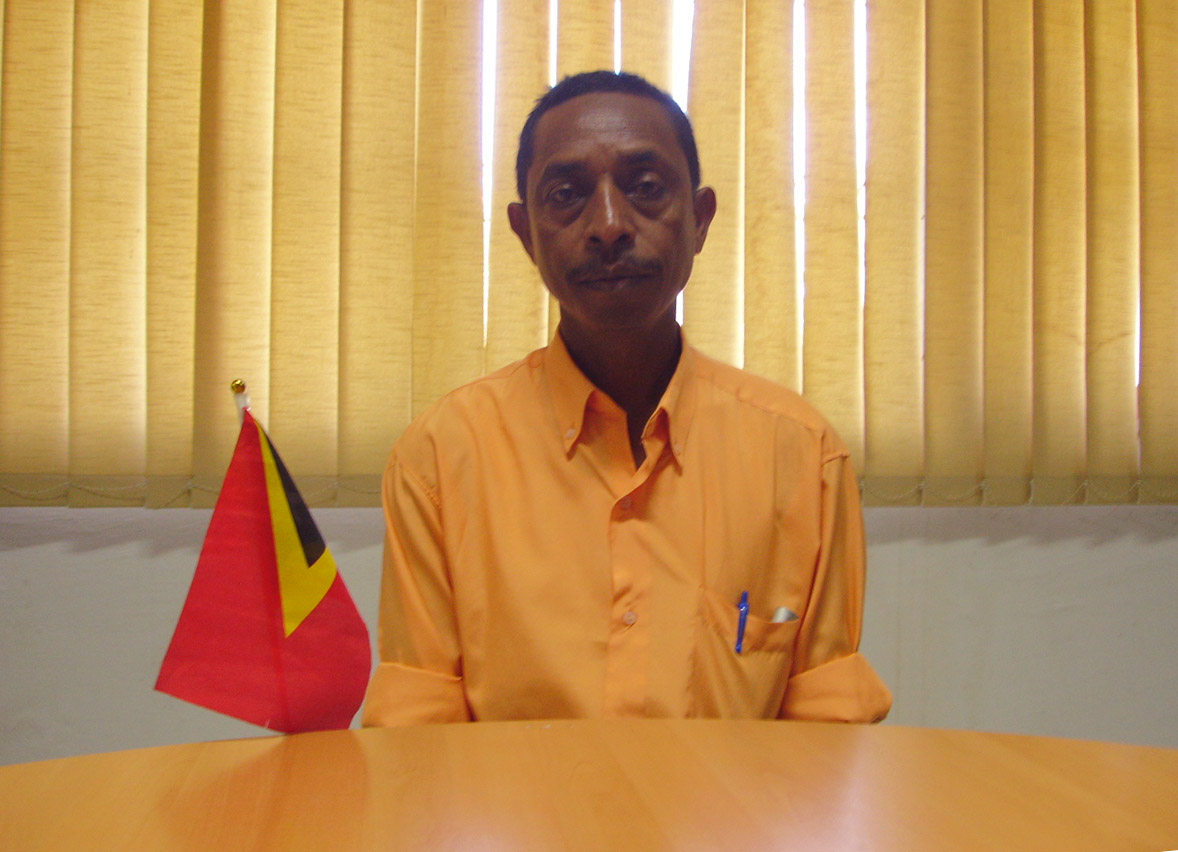
Administrator Paulo dos Santos (2013)

Der Administrator des Verwaltungsamts wird von der Zentralregierung in Dili ernannt. 2015 war dies Paulo dos Santos und 2016 Rosario Gonçalves. Am 29. Januar 2024 wurde Casimiro dos Santos zum Administrator ernannt.

## Kultur

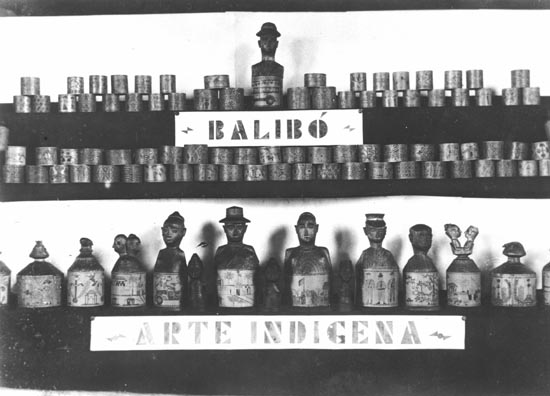
Kunsthandwerk aus Balibo (um 1940)

Alle vier Jahre findet am Lago Malai (Be Malae) ein Fischerfest statt, an dem die Reiche von Balibo und Atabae teilnehmen. Der Termin variiert, fällt aber grundsätzlich auf den 29. und 30. August.

## Wirtschaft
70 % der Haushalte bauen Mais an, 53 % Kokosnüsse, 47 % Maniok, 33 % Gemüse, 12 % Reis und 7 % Kaffee. Bei Leolima wird ein Wiederaufforstungsprojekt betrieben. Potential für Tourismus sieht man bei den Stränden von Batugade und Palaca und beim Lago Malai. Bei Batugade befindet sich der wichtigste offizielle Grenzübergang Osttimors zu Indonesien.

## Persönlichkeiten
- Jape Kong Su (1924–2022), Geschäftsmann
- Maria Natércia Gusmão Pereira (* 1968), Politikerin
- Fernando Dias Gusmão, (* 1973), Politiker
- Jacinta Abucau Pereira (* 1973), Politikerin
- Romeu Moises (* 1975), Politiker